# Samuel Gold
|   | a | b | c | d | e | f | g | h |   |
| 8 |   |   |   |   |   |   |   |   | 8 |
| 7 |   |   |   |   |   |   |   |   | 7 |
| 6 |   |   |   |   |   |   |   |   | 6 |
| 5 |   |   |   |   |   |   |   |   | 5 |
| 4 |   |   |   |   |   |   |   |   | 4 |
| 3 |   |   |   |   |   |   |   |   | 3 |
| 2 |   |   |   |   |   |   |   |   | 2 |
| 1 |   |   |   |   |   |   |   |   | 1 |
|   | a | b | c | d | e | f | g | h |   |

Samuel Gold (* 2. Juli 1835 in Kővágóörs, Ungarn; † 9. November 1920 in New York) war ein ungarischer Mediziner, Journalist und Schachkomponist.
Er wurde in eine jüdische Familie in der Ortschaft Kővágóörs am Ufer des Plattensees geboren und erlernte das Schachspiel mit 15 Jahren, als er auf eine höhere Schule ging. 1857 zog er nach Wien, um an Kursen einer Ärzteschule teilzunehmen.
Gold veröffentlichte seine ersten Schachkompositionen in der Budapest Vasárnapi Újság und der Wiener Illustrierten Zeitung im Jahre 1857. Ab 1864 war er Schachredakteur der Zeitschrift Der Osten, später auch in anderen Zeitungen, unter anderem in der Allgemeinen Sport-Zeitung. 1883 veröffentlichte er seine Sammlung von 200 Schachaufgaben (Wien, 1883).
Ab 1887 war er der erste und einzige Schachlehrer von Carl Schlechter in Wien.
Er traf am 11. Dezember 1892 in Amerika ein und publizierte sofort zwei Schachaufgaben in der New York Sun. Gold blieb sein ganzes Leben in New York. Er starb in der Bronx im Alter von 85 Jahren und wurde in Gegenwart einer kleinen Gruppe ungarischer Verwandter und Freunde am 11. November 1920 beerdigt.